# Belonium nigromaculatum
Belonium nigromaculatum är en svampart som beskrevs av Graddon 1972. Belonium nigromaculatum ingår i släktet Belonium, ordningen disksvampar, klassen Leotiomycetes, divisionen sporsäcksvampar och riket svampar.   Inga underarter finns listade i Catalogue of Life.